# Mono Inc.
Mono Inc. немецкая группа, играющая в стилях Gothic Rock, Gothic Metal и Industrial.

## История
Группа основана в 2000 году в Гамбурге, Германия.
Её основателями стали Мартин Энглер (Martin Engler), Карл Форниа (Carl Fornia) и Мики Моно (Miky Mono). Все трое до 1997 года играли в группе Wild Thing, и с 1998 по 2000 гг. в группе под названием Mono 69. В 2003 году к ним присоединился бас-гитарист Мануэль Антони (Manuel Antoni).
Осенью 2003 года Mono Inc. самостоятельно выпустили свой дебютный альбом, который получил название Head Under Water. В 2004 году этот альбом был переиздан лейблом «NoCut». Head Under Water трудно было сразу классифицировать по жанру — от хэви-метал коллектив позаимствовал тяжесть звучания, от готик-рока — меланхолию, а от индастриала — использование электроники и компьютеров. Однако самих музыкантов вопрос категоризации мало беспокоил, поскольку они придумали собственному стилю оригинальное название — «монорок». В любом случае, первенца Mono Inc. европейский андеграунд оценил положительно, и оба сопроводительных сингла («Burn Me», «The Last Waltz») побывали в списках таких немецких музыкальных чартов, как DAC, MRC30 и Native25.
Выход диска подкреплялся обильными гастролями (как в Германии, так и за её пределами), поэтому в студии коллектив оказался только в конце 2006 года. Но только группа начала работу над альбомом, как отношения между фронтменом Моно и главным автором песенного материала Энглером резко обострились, и их конфронтация закончилась увольнением Мики. В качестве нового вокалиста был выбран Мартин Энглер, а его место за ударными заняла Ката Миа (Katha Mia).
В новом составе Mono Inc. сразу же начали работать над новым альбомом, который получил название Temple of the Torn и был выпущен на суд слушателей летом 2007 года. Треки «Temple of the Torn» и «In My Heart» были изданы синглами, причем последняя композиция сделалась завсегдатаем диджейских и рок-программ. Остаток 2007 года команда провела в разъездах по стране, а тем временем её популярность вышла на новый уровень, поскольку песня «Burn Me» стала заглавной темой к телесериалу Traumberuf Rennfahrer, выходившему на немецких телеэкранах с сентября 2007 по июнь 2008 года.
В мае 2008 года Mono Inc. выпустили третий по счёту альбом — Pain, Love & Poetry.
Первый сингл из этого альбома — «Teach Me To Love» — представляет собой дуэт Мартина Энглера и Лизы Миддельхауве, вокалистки немецкой симфо-метал-группы Xandria. Два же других сингла вошли в
TOP 20 в Deutsche Alternativ Charts (DAC). Кроме того, в альбоме Pain, Love & Poetry также есть новые версии трёх песен с дебютного альбома.
В апреле 2009 года Mono Inc. отправляются в турне вместе с Subway To Sally и ASP. Ими было отыгранно более 40 концертов по всей Германии, Австрии и Швейцарии.
25 сентября 2009 вышел новый альбом группы — Voices of Doom, за ним 27 августа последовал EP, и в октябре Mono Inc. отправились в своё первое турне в поддержку альбома. Кроме того, группа выступала в качестве поддержки во время юбилейного тура Unheilig. По-видимому, эксперименты с женским вокалом понравились участникам Mono Inc., и потому соответствующих партий стало больше, только теперь партнершей Энглера являлась Миа.
Осенью 2010 года при трагических обстоятельствах во время аварии моторного планера погиб экс-вокалист группы Мики Моно.
18 марта 2011 вышел пятый по счёту альбом группы, получивший название Viva Hades. В немецких чартах альбом уверенно разместился под № 50. С 1 апреля 2011 Mono Inc. вновь отправились в турне, которое прерывалось на время их участия в нескольких известных фестивалях, таких, как, например, Mera Luna Festival. C 19 ноября турне продолжилось и включило в себя выступления в Австрии и Швейцарии.
В туре 2011 команду поддерживала группа Lord Of The Lost.
14 октября 2011 появился очередной мини-альбом группы под названием Revenge, который помимо заглавной песни из Viva Hades включает в себя ещё три концертных записи.
В начале 2012 года группа объявила о том, что работает над выходом нового альбома, который будет называться After The War.
9 августа 2013 года, группа выпускает альбом Nimmermehr, который в первую неделю после выхода занимал третью строчку в немецких чартах. Альбом Nimmermehr, выпущенный 9 августа 2013 года, впервые включал некоторые немецкие тексты песен. Он вошел в официальные немецкие чарты альбомов на третьей строчке в первую неделю после своего релиза. Сингл “Kein Weg zu Weit”, выпущенный дуэтом с легендой новой немецкой волны Йоахимом Виттом, впервые включил группу в переработанные плейлисты немецкого мейнстрим-радио, и крупные телевизионные станции, такие как ARD и RTL, обратили на это внимание. В эмоциональном музыкальном видео проблема домашнего насилия была тематизирована. В нем Мартин имел дело со многими страхами своего собственного детства, которое было отмечено насилием и давлением. По его собственным словам, именно сотрудничество с Йохеном Виттом вдохновило Мартина впервые обратиться к своему родному немецкому языку. В сопровождающем туре, где Mono Inc. впервые были заявлены в качестве хедлайнеров в больших залах, Йохен Витт также присоединился к группе в качестве специального гостя, где он не только спел “Kein Weg zu Weit”, но и свои лучшие хиты, такие как “Der goldene Reiter” и “Die Flut” в дуэте с Мартином и группой.
22 августа 2014 года был выпущен уникальный двойной альбом ”The Clock Ticks on 2004-2014". Он состоял из компакт-диска best of и второго диска с акустическими версиями более ранних песен. С этим релизом MONO INC отправились в свой первый акустический тур, на этот раз в сопровождении виолончелиста и пианиста. Это был чувственный формат, от которого мурашки побежали по коже как у фанатов, так и у группы. Ката Миа и приглашенный пианист поменялись ролями для некоторых названий. Ката Миа была беременна во время тура.
После всего лишь 3-месячного декретного отпуска Кати 22 мая 2015 года был выпущен следующий студийный альбом “Terlingua”. Он был назван в честь крошечного городка в южном Техасе, всего в нескольких милях вниз по шоссе от импровизированной студии, где они записывались.
Позже Энглер сказал:
“Там, в абсолютном уединении, мы пережили один из самых важных событий для будущего группы. Это было замкнутое пространство без Wi-Fi, сотовой телефонной сети или других отвлекающих факторов. У нас были только друг с другом, и мы делили наши задачи — создавали нашу музыку, готовили нашу еду и вовремя научились слепо полагаться друг на друга. Спасибо тебе, Терлингва, за расширение наших горизонтов, за жизненно важный опыт и за возможность взглянуть на новые перспективы”.

## Состав

### Текущий состав
- Мартин Энглер
- Карл Форниа
- Ката Миа

- Martin Engler — вокал (2007-н/в), ударные (2000-2007), гитара, клавишные
- Carl Fornia — гитара, бэк-вокал (2000-н/в)
- Katha Mia — ударные, бэк-вокал (2007-н/в)
- Val Perun — бас-гитара, бэк-вокал (2022-н/в)

### Бывшие участники
- Miky Mono — вокал (2000-2007), бас-гитара (2000-2003), погиб в 2010
- Manuel Antoni — бас-гитара, бэк-вокал (2003-2021)[2]

## Дискография

### Студийные альбомы
- 2004 — Head Under Water
- 2007 — Temple of the Torn
- 2008 — Pain, Love & Poetry
- 2009 — Voices of Doom
- 2011 — Viva Hades
- 2012 — After The War
- 2013 — Nimmermehr
- 2014 — The Clock Ticks On 2004—2014
- 2015 — Terlingua
- 2016 — Mono Inc. — Live
- 2017 — Together Till The End
- 2018 — Welcome to Hell
- 2020 — The Book of Fire
- 2022 — Ravenblack

### Мини-альбомы
- 2010 — Comedown
- 2011 — Revenge

### Синглы
- 2004 — «Burn Me»
- 2006 — «Somberland»
- 2007 — «Temple of the Torn»
- 2007 — «In My Heart»
- 2008 — «Teach Me to Love»
- 2008 — «Sleeping My Day Away»
- 2008 — «Get Some Sleep»
- 2009 — «This is the Day»
- 2009 — «Voices of Doom»
- 2011 — «Symphony of Pain»
- 2011 — «Revenge»
- 2012 — «Wave No Flag»
- 2013 — «My Deal with God»
- 2015 — «Never-Ending Love Song»
- 2015 — «Tag X»
- 2016 — «Children of the Dark» (feat. Tilo Wolff, Joachim Witt & Chris Harms)

### Сборники
- 2020 — Melodies in black